# Acartus penicillatus
Acartus penicillatus är en skalbaggsart. Acartus penicillatus ingår i släktet Acartus och familjen långhorningar.

## Underarter
Arten delas in i följande underarter:
- A. p. varii
- A. p. penicillatus
- A. p. ruficollis